# 朱思平
朱思平（14世紀—1402年），字廷準，浙江台州府天台縣九都人，明朝政治人物。

## 生平
朱思平是南豐知縣朱行中之子，洪武二十九年（1396年）中舉人，次年（1397年）會試為劉三吾提拔聯捷進士，獲授中書舍人，建文年間擔任翰林院侍書，與宋懌、劉彥銘、黃淮等人輔佐建文帝。建文帝在經筵上問：「朱、陸同異？」他回答：「都是反求吾心。」不久因為父母年老請求省親，得驛馳送還家鄉，方孝孺和其他翰林賦詩餞別他；靖難期間他在家鄉得知變故，於是痛哭流涕，寫下《哀君王詞》四首，服毒而死。。

## 著作
朱思平儀表堂堂，淡泊名利，文章敏贍，書法有歐陽詢風格，詩詞獲解縉稱為李賀之流，著有《孝思集》、《玉堂吟》。

## 引用
1. 1 2 3  康熙《天台縣志·卷九·人物志》：朱思平 字廷準，南豐令行中子，由太學生中京府試第六，會試為劉公三吾所拔，將冠多主，以五策多中時忌置後，除中書舍人，建文朝命為翰林院侍書，與宋懌、劉彥銘、黃淮等日待左右以備顧問，多所啟泆；上御經筵問：「朱陸同異？」答曰：「同是反求吾心。」上深是之，時親老乞歸省，詔馳傳還鄉，方正學率詞林君子賦詩餞之。靖難時公在籍，聞變長號涕泣，作《哀君王詞》四首飲藥而卒，公儀表外清，于勢利澹無所好，為文敏贍典則，書法得歐陽率更之體，詩詞奇拔，解大紳稱為李長吉流，亞事見《吾學編》及李氏續藏書，所著有《孝思集》、《玉堂吟》。
2. ↑  康熙《天台縣志·卷七·選舉志》：進士……明……洪武三十年丁丑陳䢿榜 朱思平 字廷準，九都妙山人，歷中書舍人，陞翰林院侍書，詳忠節……鄉舉……明……洪武二十九年丙子科 朱思平 亞魁，見進士